# Eliseu Viana
Eliseu de Oliveira Viana, nascido em Pirpirituba, Paraíba, no dia 19 de abril de 1890, foi um professor em Mossoró.
Faleceu no dia 27 de agosto de 1960 em Belo Horizonte.
Diplomado pela Escola Normal de Natal em 1915, foi Diretor do Grupo Escolar Tomás de Araújo em Acari e do Grupo Escolar 30 de Setembro em Mossoró. Bacharelou-se em Direito pela Faculdade do Ceará em 1921.
Participou da resistência ao ataque de Lampião a Mossoró, atuando na trincheira montada na estação telegráfica da cidade.
Foi casado com Celina Guimarães Viana, primeira eleitora do Brasil.
Em sua homenagem foi denominado o Centro de Formação Integrada Professor Eliseu Viana (CEIPEV).